# Manuel Rioseco
Manuel Rioseco Vásquez (Concepción, 19 de junio de 1919 - 27 de enero de 2000) fue un médico cirujano, empresario agrícola, periodista y político chileno del Partido Radical. Diputado en cuatro periodos consecutivos por la Decimonovena Agrupación Departamental "Laja, Nacimiento y Mulchén", Región del Biobío, entre 1953 y 1969.

## Biografía
Nació en Concepción, el 19 de junio de 1919. Hijo de Víctor Manuel Rioseco y Matilde Vásquez. Se casó con Carmen Corina Perry de la Maza y tuvieron siete hijos.
Realizó sus estudios primarios y secundarios en el Liceo de Concepción. Luego de finalizar su etapa escolar ingresó a la Escuela de Medicina de la Universidad de Chile dónde se tituló con distinción máxima de Médico Cirujano en 1944.
Inició sus actividades políticas en el Partido Radical al que se integró en 1938. En 1950, asumió como presidente de la Asamblea Radical de Quilleco, provincia de Biobío.
En 1953 fue consejero de la Caja de Crédito Hipotecario; entre 1954 y 1955 de la Corporación de Inversiones; y en 1955, del Servicio Nacional de Salud.
En 1953 fue elegido diputado por la Decimonovena Agrupación Departamental "Laja, Nacimiento y Mulchén", período 1953-1957. Integró la Comisión Permanente de Vías y Obras Públicas. Miembro suplente del Comité Parlamentario Radical, 1955 y 1956.
En 1957 fue reelecto diputado por la Decimonovena Agrupación Departamental, período 1957-1961. Integró la Comisión Permanente de Agricultura y Colonización.
En 1961 fue nuevamente reelecto diputado por la Decimonovena Agrupación Departamental. Integró la Comisión Permanente de Hacienda; la de Economía y Comercio; y fue diputado reemplazante en la Comisión Permanente de Gobierno Interior.
En 1965 fue reelecto por tercera vez diputado por la Decimonovena Agrupación Departamental, período 1965-1969. Integró la Comisión Permanente de Hacienda.
Falleció el 27 de enero de 2000. Tras su muerte, se le rindió un homenaje póstumo en la Cámara de Diputados.